# Zadní Chodov
Zadní Chodov (en allemand : Hinter Kotten) est une commune du district de Tachov, dans la région de Plzeň, en République tchèque. Sa population s'élevait à 247 habitants en 2022.

## Géographie
Zadní Chodov se trouve à 11 km au nord-nord-est de Tachov, à 55 km à l'ouest-nord-ouest de Plzeň et à 130 km à l'ouest-sud-ouest de Prague.
La commune est limitée par Tři Sekery et Trstěnice au nord, par Chodová Planá à l'est, par Chodský Újezd au sud, et par Broumov à l'ouest.

## Histoire
La première mention écrite du village date de 1365.

## Administration
La commune se compose de deux sections :
- Kyjov ;
- Zadní Chodov.

## Galerie

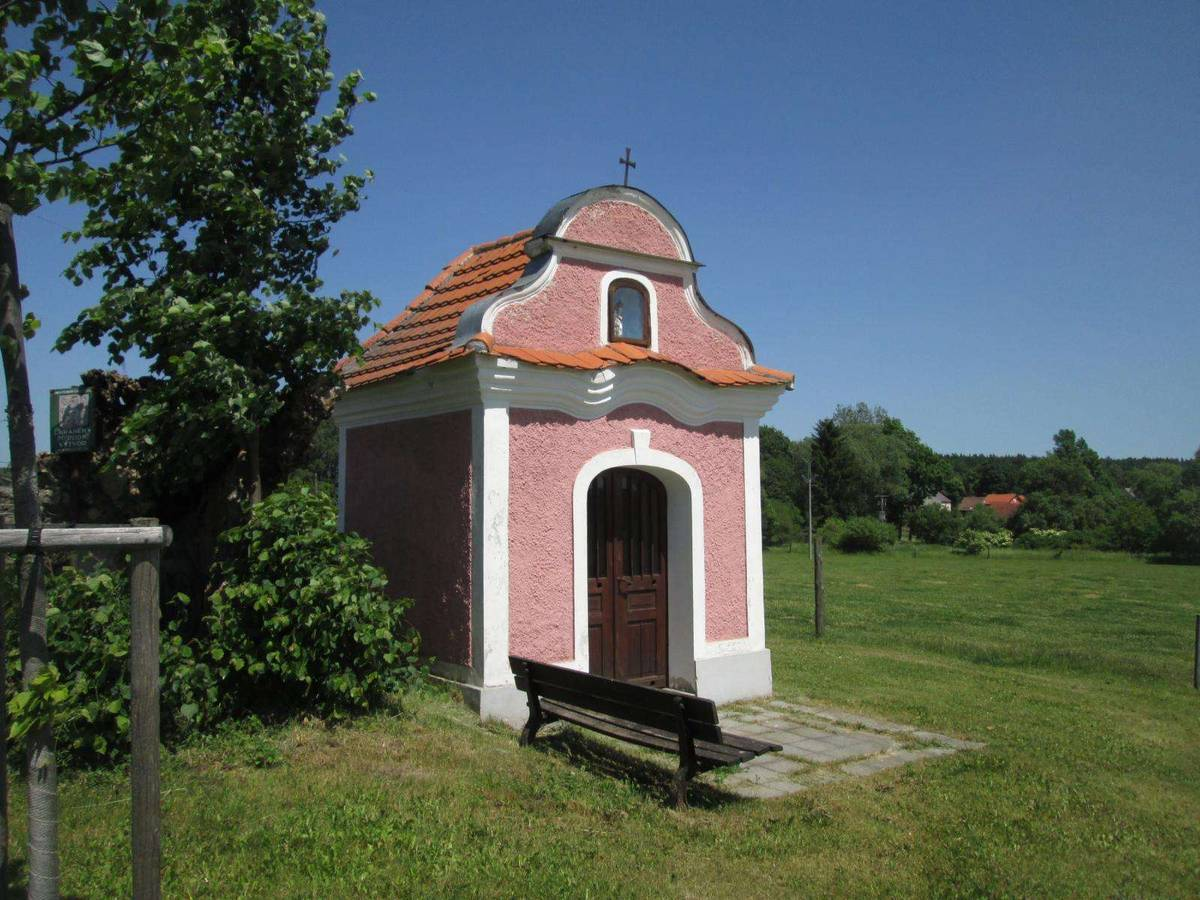
Chapelle à Kyjova.
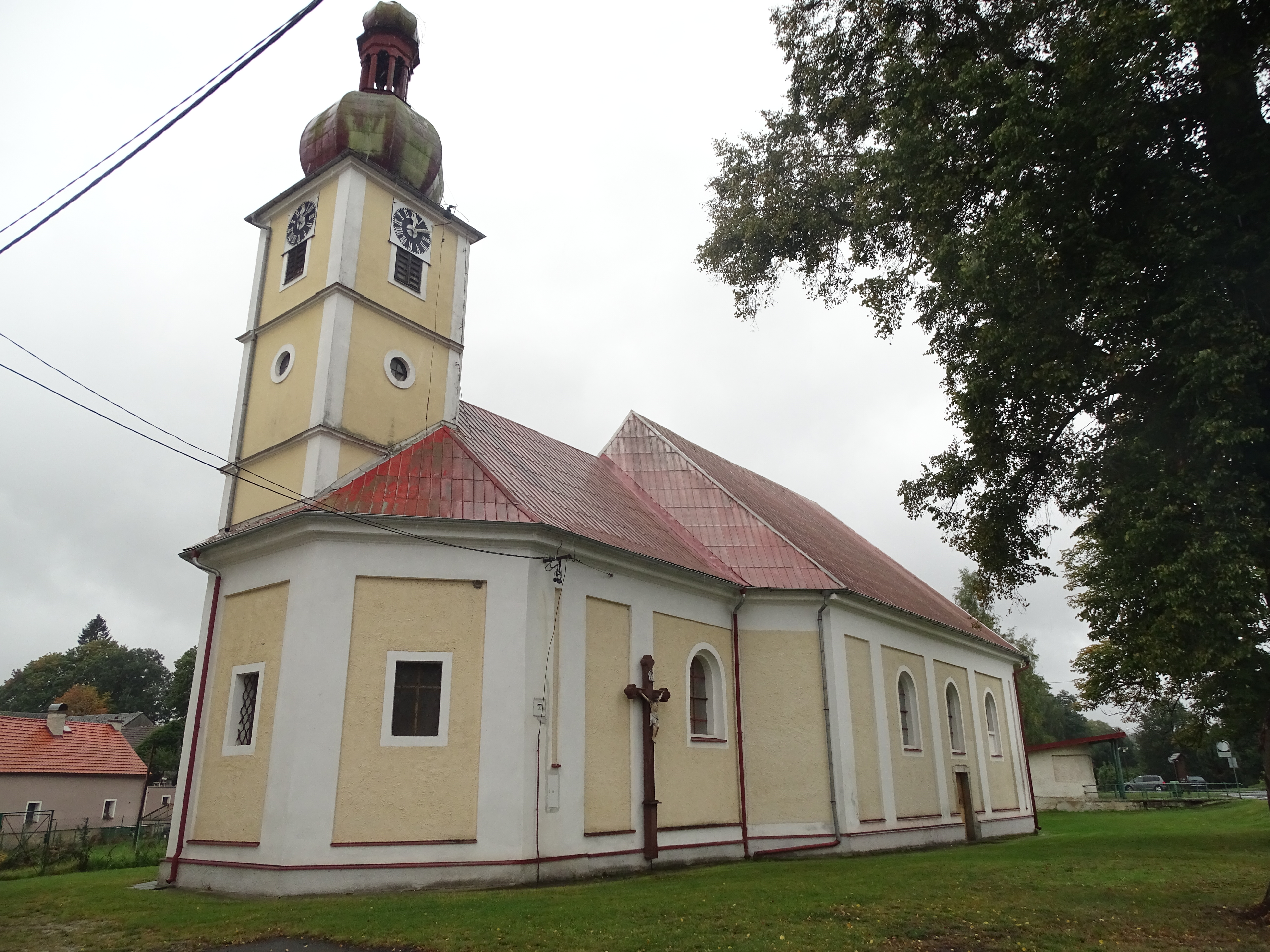
Zadní Chodov : église de la Sainte-Trinité.

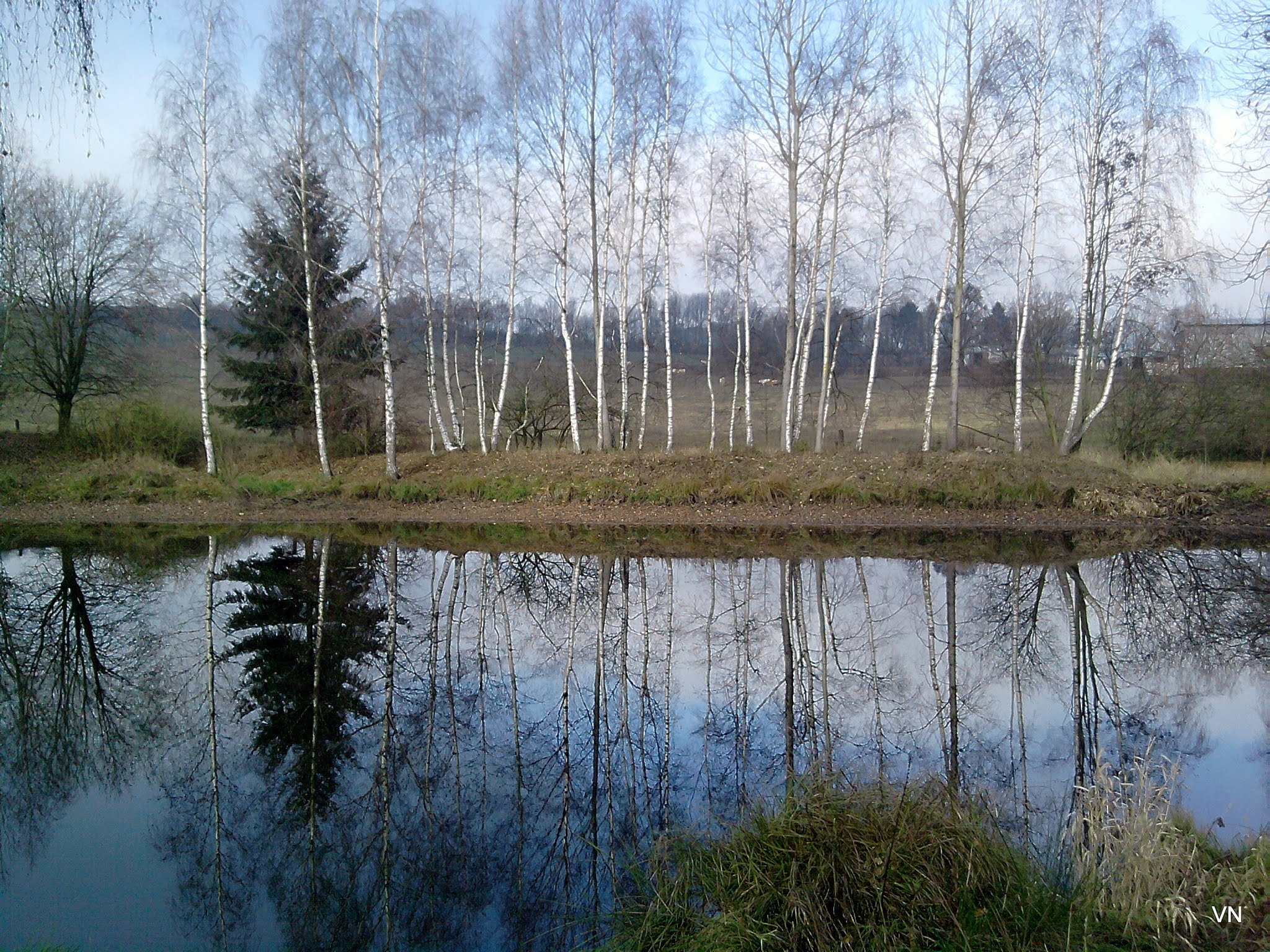
Étang à Zadní Chodov.

## Transports
Par la route, Zadní Chodov se trouve à 7 km de Planá, à 12 km de Tachov, à 64 km de Plzeň et à 160 km de Prague. 